# 鲍里斯·戈洛韦茨
鲍里斯·伊万诺维奇·戈洛韦茨（俄语：Борис Иванович Головец，1927年8月18日—2020年6月21日），苏联政治人物，前苏共罗斯托夫市委第一书记。

## 生平
1927年8月18日生于罗斯托夫州克拉斯諾蘇林斯基區奥布霍沃村的一个农民家庭。苏德战争期间罗斯托夫州解放后，在集体农场参加工作。1950年毕业于新切尔卡斯克机电学院，在新切尔卡斯克电力机车厂工作，历任工程师、车间主任、厂党委书记。
1967年9月7日，当选苏共伏尔加顿斯克市委第一书记，任期内为该市核工业的发展奠定基础。1971年调任苏共罗斯托夫州委工业和交通运输部部长。1973年6月至1984年10月，任苏共罗斯托夫市委第一书记，为城市建设和经济发展做出巨大贡献。1975年当选为第九届俄罗斯苏维埃联邦社会主义共和国最高苏维埃代表。
2000年被授予伏尔加顿斯克荣誉市民称号。2009年被授予顿河畔罗斯托夫荣誉市民称号。2020年6月21日逝世。